# Le Voleur (1933)
Le Voleur is een Franse dramafilm uit 1933 onder regie van Maurice Tourneur. Het scenario is gebaseerd op het gelijknamige toneelstuk uit 1906 van de Franse auteur Henri Bernstein.

## Verhaal
Marise Voisin steelt 20.000 frank van haar vriendin Isabelle Lagardes. Haar zoon Fernand neemt de schuld op zich, omdat hij verliefd is geworden op Marise. Als Richard Voisin ontdekt dat zijn vrouw in het bezit is van een grote som geld, biecht Marise de diefstal op. Richard beseft dat Fernand zich heeft opgeofferd en vermoedt daarom dat hij de minnaar is van zijn vrouw. Later gaan Richard en Marise uit elkaar, terwijl Fernand door zijn vader naar Indochina wordt gezonden.

## Rolverdeling
| Acteur             | Personage         |
| ------------------ | ----------------- |
| Paul Amiot         | Mijnheer Zambault |
| Jean-Pierre Aumont | Fernand Lagardes  |
| Victor Francen     | Richard Voisin    |
| Yolande Laffon     | Isabelle Lagardes |
| Marcelle Monthil   |                   |
| Madeleine Renaud   | Marise Voisin     |
| Simone Simon       |                   |
| Jean Worms         | Raymond Lagardes  |